# Zosterop gris de la Reunió
El zosterop gris de la Reunió (Zosterops borbonicus) és un ocell de la família dels zosteròpids (Zosteropidae).

## Hàbitat i distribució
Habita zones de vegetació clara, boscos i terres de conreu de les terres baixes i muntanyes de l'illa de la Reunió, a les Mascarenyes occidentals.